# Жанна д’Арк (картина Бастьен-Лепажа)
«Жанна д’Арк» (фр. Jeanne d'Arc, англ. Joan of Arc) — картина, написанная  в 1879 году французским художником Жюлем Бастьен-Лепажем (Jules Bastien-Lepage, 1848—1884). Принадлежит музею Метрополитен в Нью-Йорке. Размер картины — 254 × 279,4 см.

## История
Образ Жанны д’Арк — «Орлеанской девы», национальной героини Франции в Столетней войне, стал весьма символичен во Франции в 1870-х и 1880-х годах. Это было связано с поражением Франции во франко-прусской войне 1870—1871 годов, в результате которого Лотарингия, где родилась Жанна д’Арк, отошла (вместе с Эльзасом) к Германии. Скульпторы и художники создавали новые скульптурные и живописные изображения Жанны д’Арк. Жюль Бастьен-Лепаж, сам родом из Лотарингии, также решил обратиться к этому образу, и в 1879 году написал картину «Жанна д’Арк».
Бастьен-Лепаж посетил Домреми в рамках подготовки к созданию картины; деревня находилась совсем близко к его родному городу, Данвиллер. Его двоюродная сестра, Мари-Адель Робер, послужила моделью для Жанны. Ранее она также была моделью для других картин Бастьена-Лепажа.
Картина была представлена публике на Парижском салоне 1880 года. В том же году картина была куплена Эрвином Дэвисом (Erwin Davis) из Нью-Йорка, а в 1889 году она была передана в коллекцию музея Метрополитен.
В 1889 году картина выставлялась на Всемирной выставке в Париже.

## Описание
На картине изображена Жанна д’Арк в простой крестьянской одежде, стоя́щая в саду дома своих родителей в Домреми. По преданию, именно здесь у неё было видение архангела Михаила, святой Екатерины и святой Маргариты, которые поведали, что именно ей суждено было снять осаду с Орлеана и изгнать захватчиков. На картине образы святых изображены парящими в воздухе позади Жанны д’Арк, на фоне стены дома.

## Отзывы
Художница Мария Башкирцева, которая училась у Бастьен-Лепажа, в своём дневнике возмущалась тем, что картина «Жанна д'Арк» поначалу не была должным образом оценена во Франции. Она писала:
Жанна д'Арк не была понята во Франции, но перед ней преклоняются в Америке… Жанна д’Арк это chef-d'oeuvre по выполнению и по чувству. Надо было слышать, что только говорили о ней в Париже. Это позор! <…> Что же такое возвышенное искусство; если не то искусство, которое, изображая перед нами тело, волосы, одежду, деревья с полнейшей реальностью, доходящей почти до обмана чувств, передаёт в то же время душу, мысль, жизнь! Неужели Жанна д'Арк не есть произведение возвышенного искусства, потому что он представил её нам крестьянкой, а не с белыми ручками и не в вооружении?
Картина «Жанна д'Арк» произвела большое впечатление на художника Михаила Нестерова, который увидел её в 1889 году, непосредственно перед написанием картины «Видение отроку Варфоломею». В своей книге о Нестерове Сергей Дурылин приводил его слова:
Я старался постичь, как мог Бастьен-Лепаж подняться на такую высоту, совершенно недосягаемую для внешнего глаза французов. Бастьен-Лепаж тут был славянин, русский с нашими сокровенными исканиями глубин человеческой драмы… Весь эффект, вся сила Жанны д'Арк была в её крайней простоте, естественности и в том единственном и никогда не повторяемом выражении глаз пастушки из Дом Реми; эти глаза были особой тайной художника: они смотрели и видели не внешние предметы, а тот заветный идеал, ту цель, своё призвание, которое эта дивная девушка должна была осуществить.
Писатель Аркадий Кудря так описывал впечатления художника Валентина Серова от этой картины, которую тот увидел на Всемирной выставке 1889 года в Париже:
А пальму первенства по произведенному впечатлению Серов безоговорочно отдал полотну недавно скончавшегося Бастьен-Лепажа «Жанна д'Арк». Художник избежал соблазна показать свою героиню знаменитой военачальницей. Жанна была изображена ещё никому не известной крестьянской девушкой. Она стояла в саду под раскидистой яблоней, одетая в домотканое холщовое платье, из-под которого выглядывали босые ноги, и напряжённо слушала проникавшие в её душу таинственные голоса архангелов. Неужели правда, что ей свыше предначертана роль освободительницы Франции от иноземного ига? Неужели она возглавит войско и поведёт его к победе над врагом? Фигуры возникавших в её воображении святых были едва намечены в форме светящихся облаков. Лицо Жанны отражало характер сильный и страстный, поразительны были её глаза, в которых запечатлелся момент экстатического прозрения своей судьбы.